# Je veux un millionnaire
Pour plus de détails, voir Fiche technique et Distribution.
Je veux un millionnaire (A Millionaire for Christy) est un film américain en noir et blanc réalisé par George Marshall, sorti en 1951. 

## Synopsis
Christabel Christy Sloane est une secrétaire juridique de San Francisco et dont le désir de belles choses est entravé par sa situation financière désespérée, ce qui l'amène à se plaindre à sa collègue Patsy. Elle se convainc qu'il lui faut se trouver un millionnaire à épouser. Or leur patronne lui ordonne de se rendre à Los Angeles pour informer un certain Peter Ulysses Lockwood qu'un de ses oncles décédé vient de lui léguer la sommes de 28 000 000 pesos, ce qui représente 2 000 000 $. La mission de la secrétaire est de lui fournir les documents juridiques nécessaires. La pragmatique Patsy voit dans cette affaire l'opportunité que Christy attendait et lui conseille de faire la cour à l'héritier avant de lui annoncer sa bonne fortune. 
Dans un premier temps, Christy n'est pas encline à fréquenter un chercheur d'or mais les paroles de Patsy résonnent dans ses oreilles alors qu'elle entreprend le voyage. À son insu, Peter est l'homme du soleil, un animateur autopromotionnel et larmoyant d'une émission de radio dans laquelle il propose des homélies sirupeuses et des contes moraux sur la façon de répandre le soleil, le plus souvent lié aux produits de ses sponsors. Christy arrive le jour du mariage de Peter, alors qu'il se dépêche de s'habiller pour la cérémonie et de finir ses bagages pour une croisière de lune de miel à Honolulu avec sa fiancée, l'héritière June Chandler.
Lorsque Christy frappe à la porte de l'appartement de Peter, elle est surprise par sa beauté et se pâme impulsivement dans ses bras où elle tombe inconsciente. A demi vêtu, Peter est déconcerté par l'apparition de cette femme mystérieuse et la transporte dans son lit. Christy se réveille et se montre séduisante mais Peter la croit mentalement instable et reste indifférent. C'est alors que son ami, le psychiatre Roland "Doc" Cook, qui est contrarié d'avoir perdu June, entre dans l'appartement et suppose que Peter a une dernière aventure avant son mariage. Alors que Christy tente d'expliquer sa mission depuis sa salle de bain, Peter est dans le salon et tente de convaincre Doc que les apparences ne sont pas ce qu'elles semblent être.
Christy suit Peter et Doc jusqu'au manoir des Chandler où se déroule le mariage. Doc refuse de participer à la cérémonie, et Christy, déconcertée, donne par inadvertance l'impression qu'elle est la petite amie de Peter. Les invités pensent alors qu'il a abandonnée June, tandis que le comportement erratique de Christy, avec son insistance à informer Peter qu'il a hérité d'une fortune en pesos, finit de le convaincre qu'elle est déséquilibrée. Le mariage est annulé jusqu'à ce que Peter puisse se disculper en conduisant Christy à la clinique médicale pour confirmer son instabilité. Pendant le voyage en voiture, le brouillard s'installe et Peter quitte l'autoroute pour se retrouver sur une plage, où il perd les clés de sa voiture. Le couple est obligé de marcher à pieds et ils finissent par trouver une ligne de chemin de fer. Ils sont alors découverts par un groupe de cheminots mexicains qui, les prenant pour de jeunes mariés, les accueillent dans leur wagon sur une voie de garage voisine. Après avoir passé une nuit à danser et à boire de la tequila avec les Mexicains, Peter et Christy s'embrassent au clair de lune. Au matin, Peter s'excuse auprès de Christy de lui avoir fait des avances alors que la voiture est remorquée.
Doc parle avec Christy qui lui explique que Peter est l'héritier d'une fortune mais le docteur déplore le fait que sa clinique est menacée de ruine. Dans l'espoir de retrouver June pour lui-même, Doc complote avec Christy pour perpétuer son dérangement mental pendant encore 24 heures, tandis qu'il trompe Peter pour qu'il la laisse tomber en douceur afin d'obtenir un remède. Après avoir installé Peter dans sa propre chambre et installé Christy dans le même hôtel, Doc convoque June, qui trouve Peter succombant à nouveau aux charmes de Christy. Le docteur, cependant, persuade June que Peter ne faisait que suivre sa thérapie. Doc et Christy se saoulent ensemble au bar de l'hôtel, où l'une des émissions radiophonique de Peter donne à Doc l'envie de lui faire ravaler ses paroles. Ils approchent Peter et June pour partager leur bouteille de tequila et après plusieurs verres, Peter, qui croit toujours se moquer de Christy, se fait cajoler par June. Doc le convainc, en état d'ébriété, de faire don de tout son héritage à diverses organisations caritatives dont sa propre clinique.
Le lendemain matin, Peter, qui a la gueule de bois, est réveillé par la presse et un flot de sympathisants qui le félicitent pour sa générosité. En apprenant qu'il a réellement hérité de deux millions de dollars et qu'il les a donnés, Peter est abasourdi et pense qu'il doit des excuses à Christy pour avoir pensé qu'elle était folle. June l'avertit en colère de ne plus la revoir, mais il frappe quand même à la porte de Christy, qui s'en va. Peter la poursuit dans une gare, où elle se cache dans les toilettes pour dames. Peter lui déclare son amour mais elle ne résout pas à sortir de la cabine. Il décide donc de l'enfumer littéralement avec des journaux en feu. Cela attire la police et les journalistes mais l'heureux couple leur échappe en sautant à bord d'un train transportant leurs amis mexicains.

## Fiche technique
- Titre français : Je veux un millionnaire
- Titre original : A Millionaire for Christy
- Réalisation : George Marshall
- Producteur : Bert E. Friedlob
- Société de production : Thor Productions Inc.
- Société de distribution : Twentieth Century Fox
- Scénario : Ken Englund, Robert Harari (histoire)
- Musique : Victor Young
- Photographie : Harry Stradling Sr.
- Montage : Daniel Mandell
- Pays : États-Unis
- Format : noir et blanc - 35 mm - 1,37:1 - Son : Mono (Western Electric Recording)
- Genre : Comédie sentimentale
- Durée : 91 minutes
- Dates de sortie : 
  - États-Unis : 2 septembre 1951
  - France : 21 avril 1953

## Distribution
- Fred MacMurray : Peter Ulysses Lockwood
- Eleanor Parker : Christabel "Christy" Sloane
- Richard Carlson : Dr Roland « Doc » Cook
- Una Merkel : Patsy Clifford
- Chris-Pin Martin : Manolo
- Douglass Dumbrille : A.K. Thompson
- Kay Buckley : June Chandler
- Raymond Greenleaf : Benjamin Chandler
- Nestor Paiva : M. Rapello
- Emmett Vogan (non crédité) : journaliste

## Source
- Je veux un millionnaire sur EncycloCiné